# Александер Квашневски
Александер Квашневски (на полски: Aleksander Kwaśniewski) е полски политик, президент на Република Полша от 1995 до 2005 г.

## Биография
Роден на 15 ноември 1954 г. Възпитаник на Гданския университет – през 1977 г. се дипломира със специалност международна търговия. В студентските си години членува в Социалистическия съюз на полските студенти. Редактор на студентски и младежки периодични издания. Ангажира се с дейността на Студентския олимпийски съюз и на Полския олимпийски комитет.
Квашневски е бивш лидер на лявата партия Социалдемокрация на Република Полша (Socjaldemokracja Rzeczypospolitej Polskiej), наследник на Полската обединена работническа партия, а по-късно на Съюза на демократичната левица (Sojusz Lewicy Demokratycznej). Председател на парламентарния клуб на Съюза на демократичната левица в периода 1991 – 1995 г.
Наследява Лех Валенса на президентския пост след балотаж през 1995 г.; отново печели изборите за президент на страната през 2000 г.
Участва в подготовката на проекта за Конституция на Третата полска република, която подписва в качеството си на президент на 16 юли 1997 г.
Участва активно в процеса по присъединяване на Полша към НАТО. На 26 юли 1999 г. подписва документа за присъединяване на страната към Атлантическия пакт (заедно с президента на Чехия Вацлав Хавел). Подкрепя политиката за разширяване на организацията.
Политик с проевропейска ориентация. Инициира национален референдум, при който 77 процента от гласувалите поляци одобряват присъединяването на Полша към Европейския съюз. Председателства дебата под надслов „Силна Полша в силна Европа“, проведен през февруари 2004 г. в Двореца на Президанта.
След изтичането на втория му президентски мандат е гостуващ преподавател в Джорджотаунския университет във Вашингтон, САЩ.